# Jean-Yves Béziau
Jean-Yves Béziau (Orleans, 15 de enero de 1965) es un matemático y filósofo francés. Actualmente es investigador en la Universidad Federal de Ceará, Brasil. 
Trabaja en el área de lógica, especialmente lógica universal y lógica paraconsistente. Obtuvo un doctorado en filosofía en la Universidad de São Paulo dirigido por Newton da Costa. También obtuvo un doctorado en ciencias de la computación en la Universidad Paris VII-Denis-Diderot, en el cual fue dirigido por Daniel Adler.

## Obras
- Jean-Yves Béziau (2005). Logica Universalis: Towards a General Theory of Logic. Birkhäuser. ISBN 3-7643-7259-1.
- Newton da Costa y Jean-Yves Béziau (1997). Logiques classiques et non classiques: essai sur les fondements de la logique. Masson. ISBN 2-225-85247-2.
- Newton da Costa, Jean-Yves Béziau, Otávio Bueno. Elementos de teoria paraconsistente de conjuntos (traducido por la UNICAMP). Vanderveken. ISBN 1-4020-2616-1.
- Jean-Yves Béziau (2002). Are paraconsistent negations negations?. Marcel Dekker. ISBN 0-8247-0805-9.
- Jean-Yves Béziau (2000). What is paraconsistent logic?. Research Studies Press, Baldock. ISBN 0-86380-253-2.

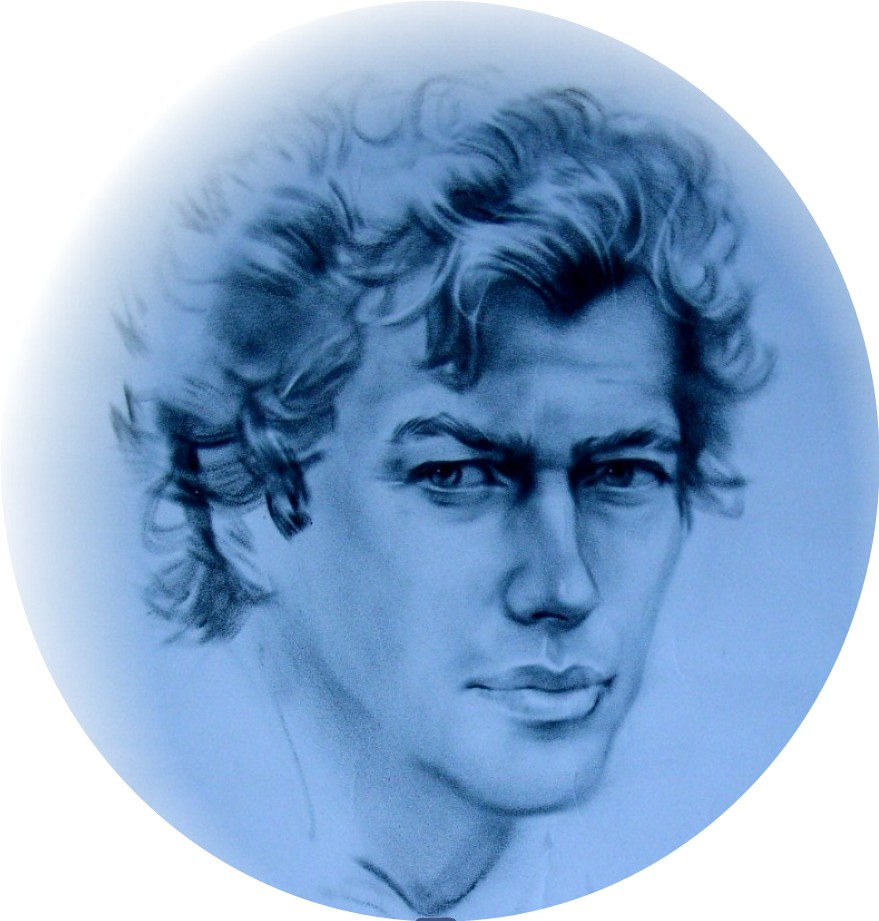
Jean Ives Béziau